# ДОТ № 429 (КиУР)

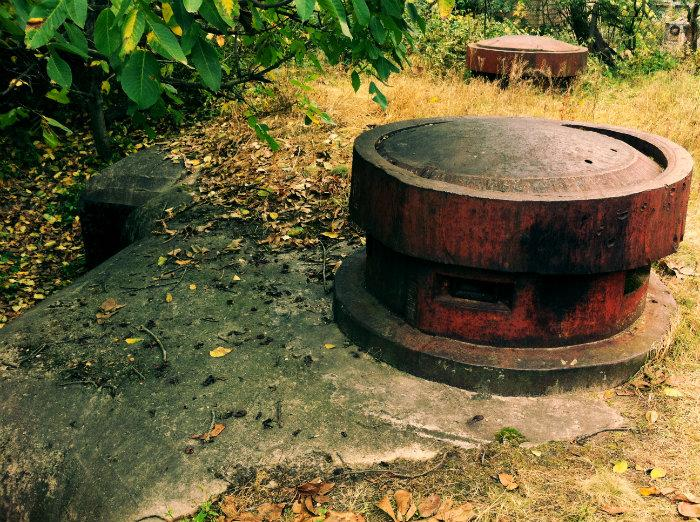
ДОТ № 429 (Артилерійський спостережний пункт)

50°29′17.00″ пн. ш. 30°15′22.30″ сх. д. / 50.4880556° пн. ш. 30.2561944° сх. д.
ДОТ № 429 — довготривала оборонна точка (ДОТ) та артилерійський спостережний пункт (АСП), що входив до складу першої лінії оборони Київського укріпленого району. Пам'ятка історії місцевого значення.

## Історія

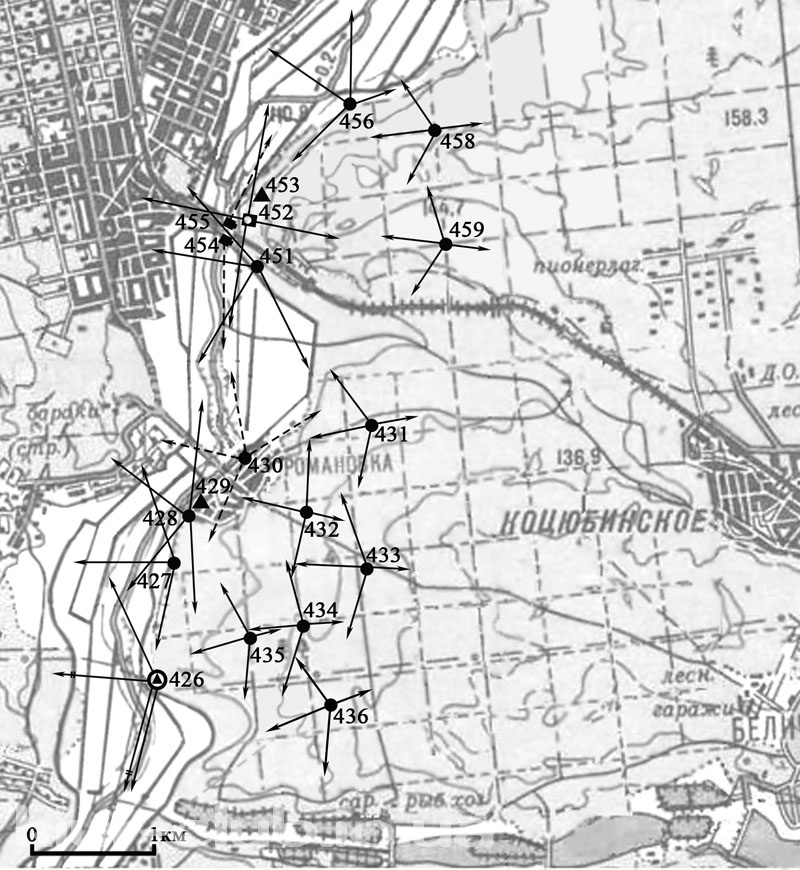
АСП № 429 у системі оборони 2-го БРО КиУР

АСП було побудовано у 1929—1935 роках на західній ділянці оборони міста Київ в селі Романівка, безпосередньо на передньому краї укріпрайону. Організаційно він входив до складу 2-го батальйонного району оборони (БРО) КиУР, що прикривав район села Романівка. У споруді існувало спеціальне протихімічне приміщення, і тому АСП належить до фортифікаційних споруд типу «Б». Його клас стійкості «М1», тобто він міг витримати 1 пряме влучення 203-мм гаубиці. Ця фортифікаційна споруда мала 1 поверх та 2 бронековпаки, у кожному були 4 спостережні амбразури.
З початком Німецько-радянської війни гарнізон самої оборонної точки складався з бійців 193-го окремого кулеметного батальйону КиУР. До 24-25 серпня 1941 року споруда знаходилася у тилу радянських військ, фронт пролягав західніше. Під час другого штурму КиУР, що розпочався 16 вересня 1941 року, АСП № 429 не мав бойового контакту із супротивником. Вдень 18 вересня війська 37-ї армії Південно-Західного фронту розпочали за наказом відхід з КиУР та міста Київ. Гарнізони ДОТ КиУР належали до останніх, хто відходив на лівий берег Дніпра, серед них був і гарнізон ДОТ № 429. Під час відступу власний гарнізон не підірвав споруду, але не виключено, що внутрішнє обладнання було тоді виведене з ладу. Удень 19 вересня передові загони 71-ї піхотної дивізії німців зайняли територію 2-го БРО без бою, затримуючи лише дезертирів-червоноармійців та перебіжчиків. Під час зачистки, після 19 вересня 1941 року, німецькі сапери споруду також не знищили.

## Сьогодення
АСП № 429 має статус пам'ятки історії місцевого значення.

## Галерея

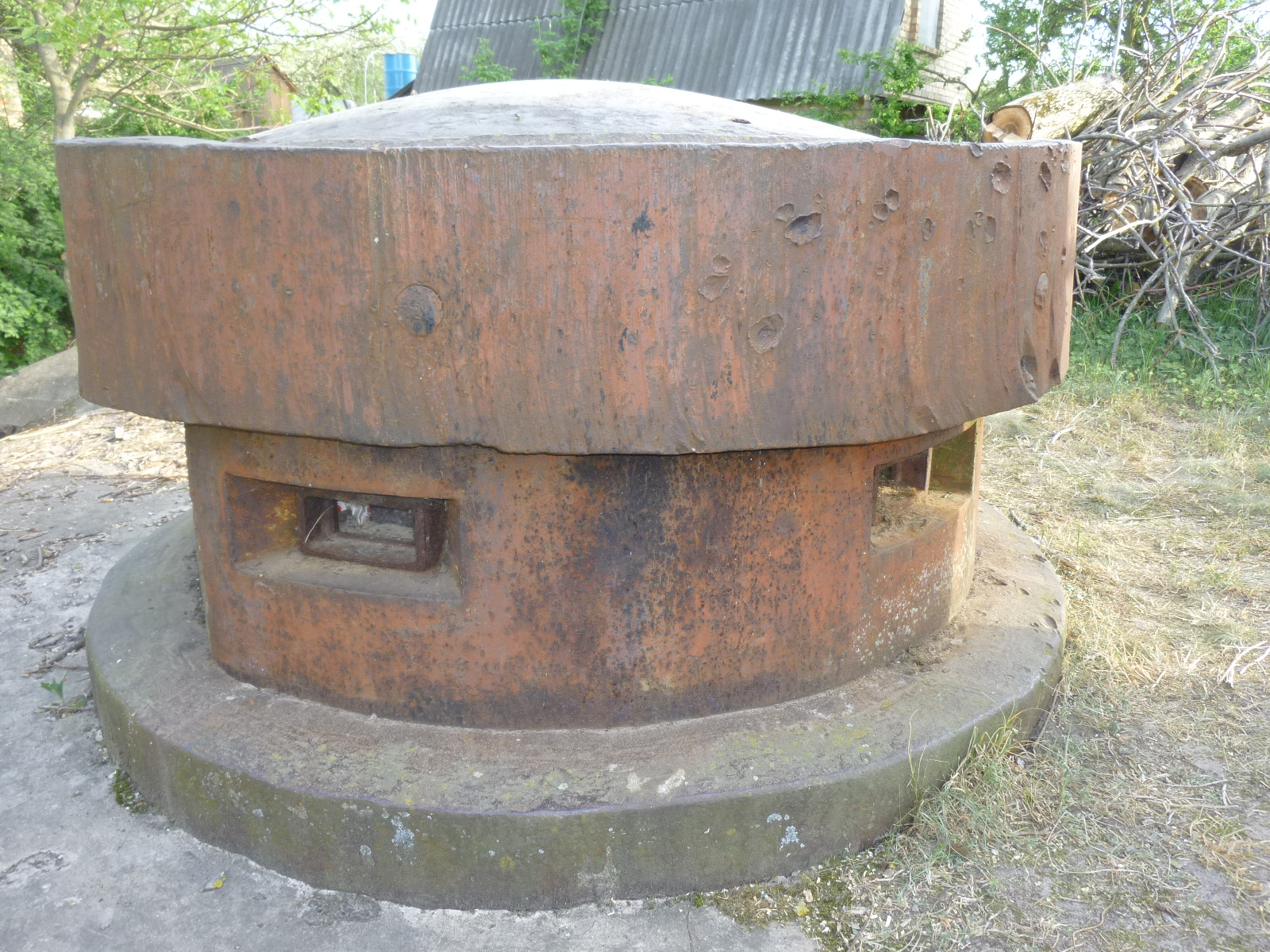
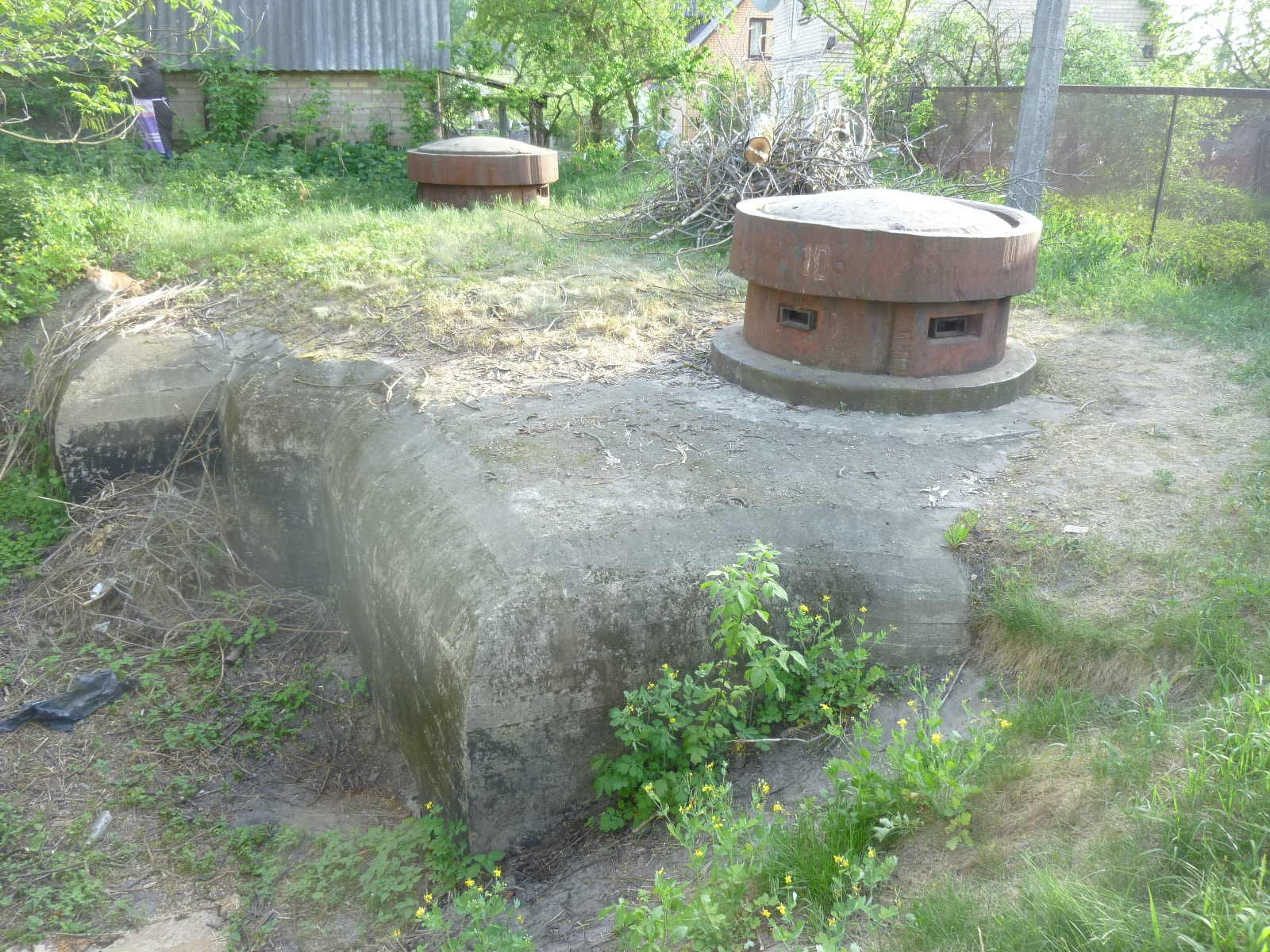
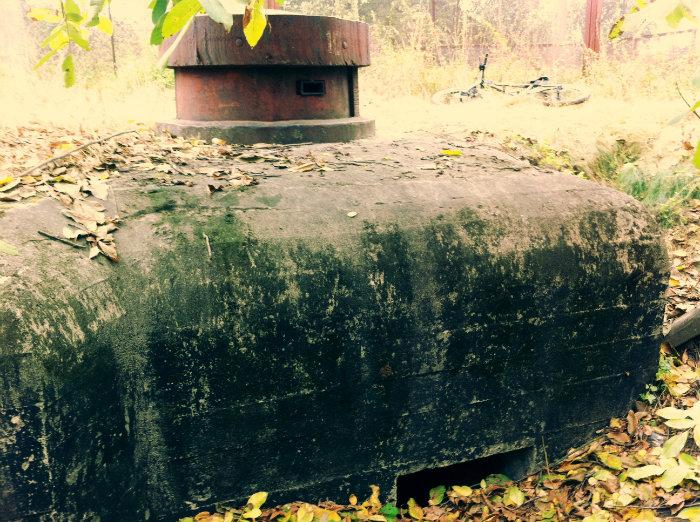